# TK/KN-2
La carretera prefectural 2 (東京都道・神奈川県道2号東京丸子横浜線, Tōkyōto-dō Kanagawa kendō 2-gō Tōkyō Maruko Yokohama-sen) és una carretera prefectural de primera classe compartida entre les prefectures de Tòquio i Kanagawa, comunicant el districte especial de Shinagawa, a Tòquio amb la ciutat de Yokohama, a la prefectura de Kanagawa. Mentres que el tram de carretera que discorre a Tòquio és anomenat com a "carretera de Nakahara" (中原街道, Nakahara kaidō), el de Kanagawa és conegut com a "carretera de Tsunashima" (綱島街道, Tsunashima kaidō).
La carretera prefectural 2 té una llargària total de 20 quilòmetres. Les seccions del recorregut a Tòquio, Kawasaki i Yokohama tenen una llargària de 7.210, 3.276 i 9.540 metres respectivament.

## Història
L'actual carretera prefectural 2 té els seus orígens més llunyans en una via que passava pel mateix lloc durant el període Kamakura. Des del període Muromachi fins al període Edo es va construir la carretera de Nakahara, la qual connectava el castell d'Edo amb el castell d'Odawara.
Ja en època contemporània, l'1 d'abril de 1920 se creen la carretera prefectural 162 de Tòquio i la carretera prefectural 122 de Kanagawa, noms incials de l'actual via. Finalment, l'11 de maig de 1993, la carretera fou reanomenada amb la denominació actual i definida com a carretera prefectural de primera classe.

## Recorregut
| Nom                  | Enllaç      | Recorregut | Recorregut     | Recorregut        | Recorregut        |
| -------------------- | ----------- | ---------- | -------------- | ----------------- | ----------------- |
|                      | TK-317      | Tòquio     | Shinagawa      | Shinagawa         | Ōsaki-Hirokoji    |
| Carretera Nakahara   | N-1         | Tòquio     | Shinagawa      | Shinagawa         | Nakahara-guchi    |
| Carretera Nakahara   | AM-2        | Tòquio     | Shinagawa      | Shinagawa         | Ebara             |
| Carretera Nakahara   | TK-420      | Tòquio     | Shinagawa      | Shinagawa         | Hiratsuka-bashi   |
| Carretera Nakahara   | TK-318      | Tòquio     | Ōta            | Ōta               | Minami-Senzoku    |
| Carretera Nakahara   | TK-311      | Tòquio     | Ōta            | Ōta               | Den'en-Chōfu      |
| Carretera Nakahara   | TK-11       | Tòquio     | Ōta            | Ōta               | Maruko-bashi (n.) |
| Carretera Nakahara   | Local       | Kanagawa   | Kawasaki       | Nakahara          | Maruko-bashi      |
| Carretera Nakahara   | KN-45       | Kanagawa   | Kawasaki       | Nakahara          | Maruko-bashi (s.) |
| Carretera Tsunashima | KN-45       | Kanagawa   | Kawasaki       | Nakahara          | Maruko-bashi (s.) |
| Local                | Kami-Maruko | Kanagawa   | Kawasaki       | Nakahara          |                   |
| N-409                | Ichinotsubo | Kanagawa   | Kawasaki       | Nakahara          |                   |
| KN-14                | Kizuki-4    | Kanagawa   | Kawasaki       | Nakahara          |                   |
| KN-102               | Yokohama    | Kanagawa   | Kōhoku         | Kita-Tsunashima   |                   |
| KN-106               | Yokohama    | Kanagawa   | Kōhoku         | Tsunashima        |                   |
| KN-140               | Yokohama    | Kanagawa   | Kōhoku         | Ōtsuna-bashi      |                   |
| KN-140               | Yokohama    | Kanagawa   | Kōhoku         | Tarumachi         |                   |
| Local                | Yokohama    | Kanagawa   | Kōhoku         | Ōkurayama         |                   |
| Local                | Yokohama    | Kanagawa   | Kōhoku         | Mamedo            |                   |
| Local                | Yokohama    | Kanagawa   | Kōhoku         |                   |                   |
| Local                | Yokohama    | Kanagawa   | Kōhoku Tsurumi | Hōryūji           |                   |
| Local                | Yokohama    | Kanagawa   | Kōhoku Tsurumi | Kōhoku-koiriguchi |                   |
| N-1                  | Yokohama    | Kanagawa   | Kanagawa       | Urashimaoka       |                   |